# بريرس هيث (تشيشير)
بريرس هيث (بالإنجليزية: Prior's Heys)‏ هي قرية و أبرشية مدنية تقع في المملكة المتحدة في إنجلترا. يقدر عدد سكانها بـ 10 نسمة .